# فورد فوکوس آراس دبیلوآرسی

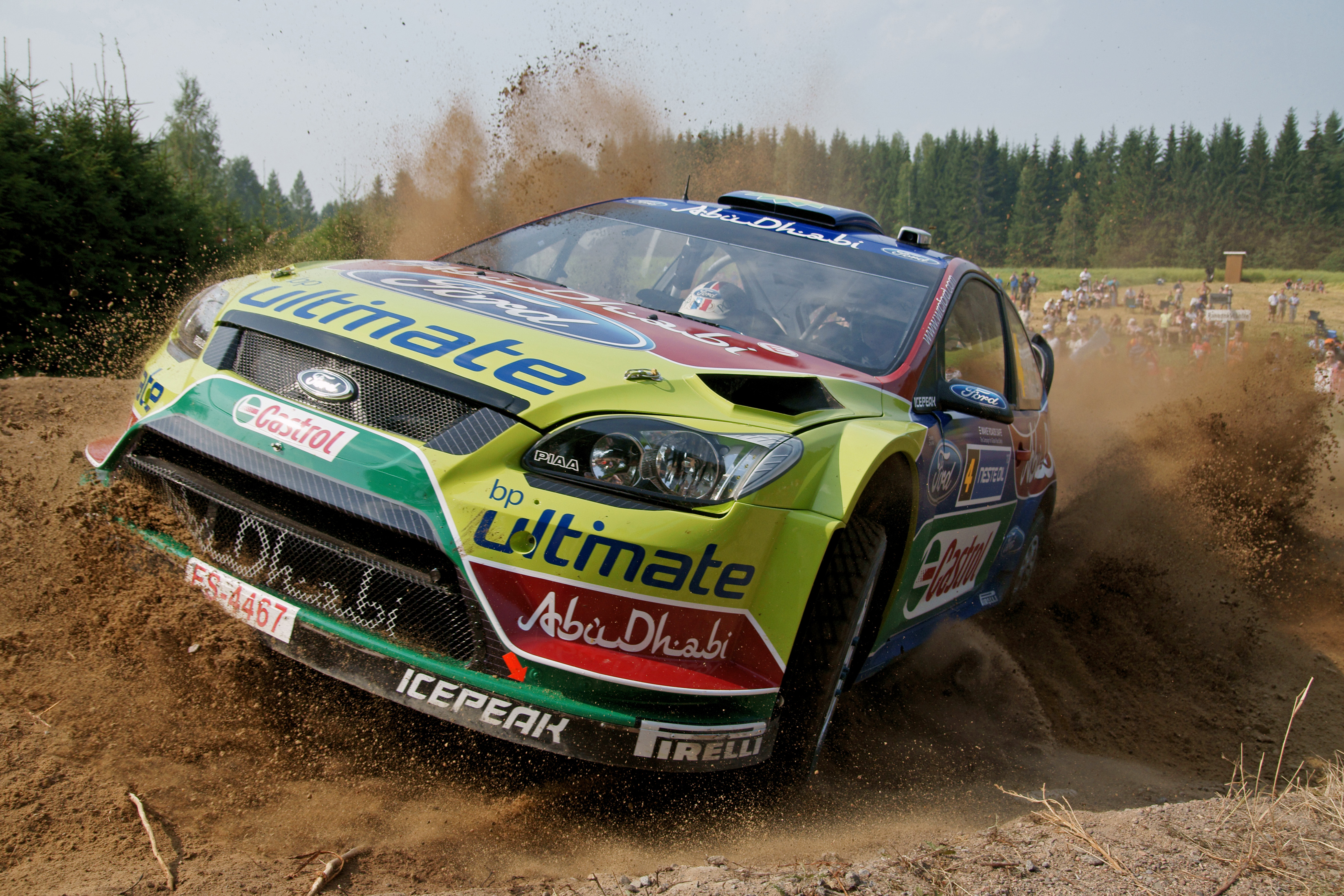
فورد فوکوس آراس دبیلوآرسی

فورد فوکوس آراس دبیلوآرسی (به انگلیسی: Ford Focus RS WRC) یک خودرو مخصوص مسابقات رالی است که توسط شرکت فورد ساخته میشود.
اولین مدل این خودرو که در سال ۱۹۹۹ میلادی ساخته شده است به صورت چهارچرخ محرک، چهار سیلندر و ۱۶ سوپاپ است.

## نگارخانه

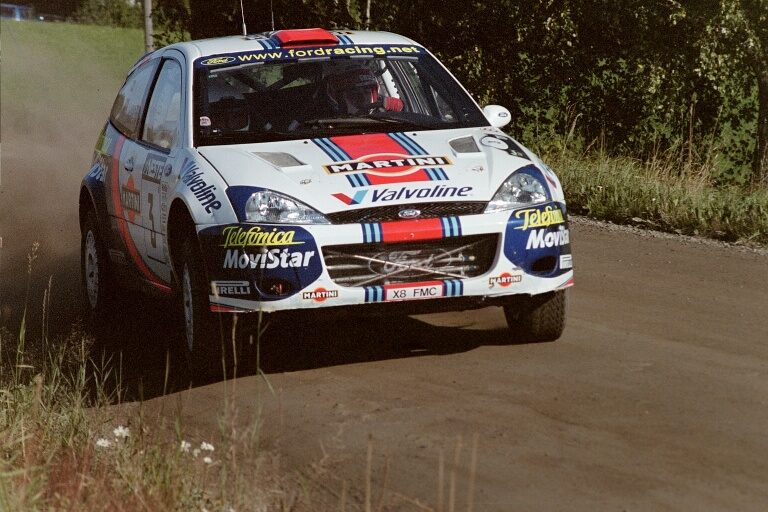
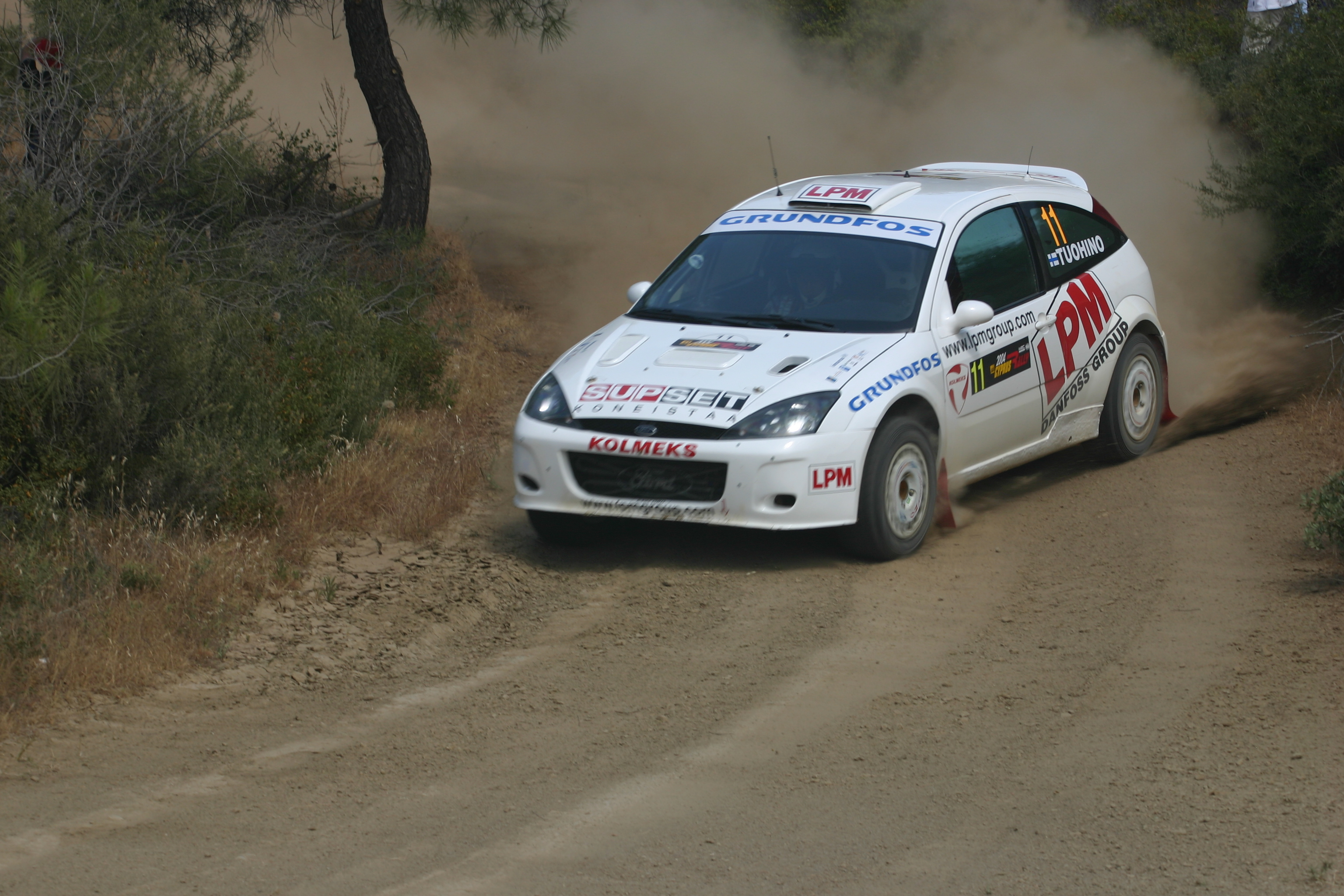
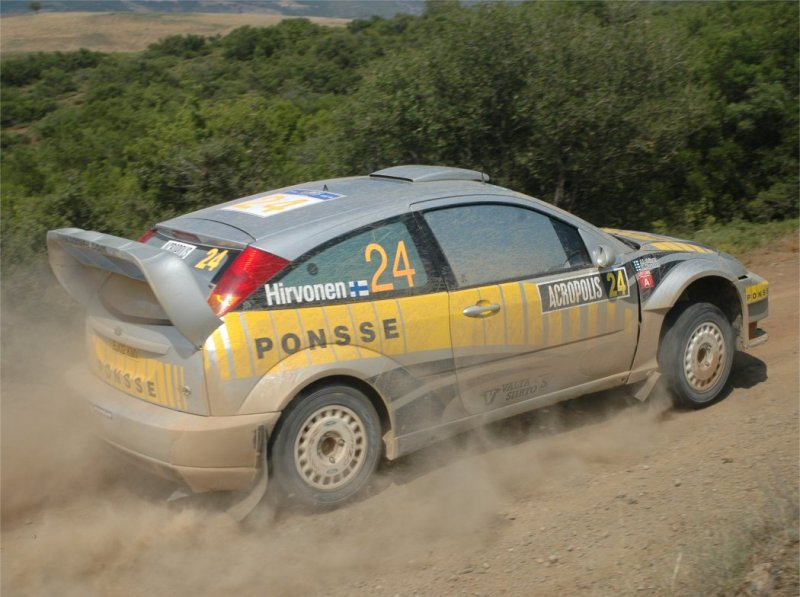
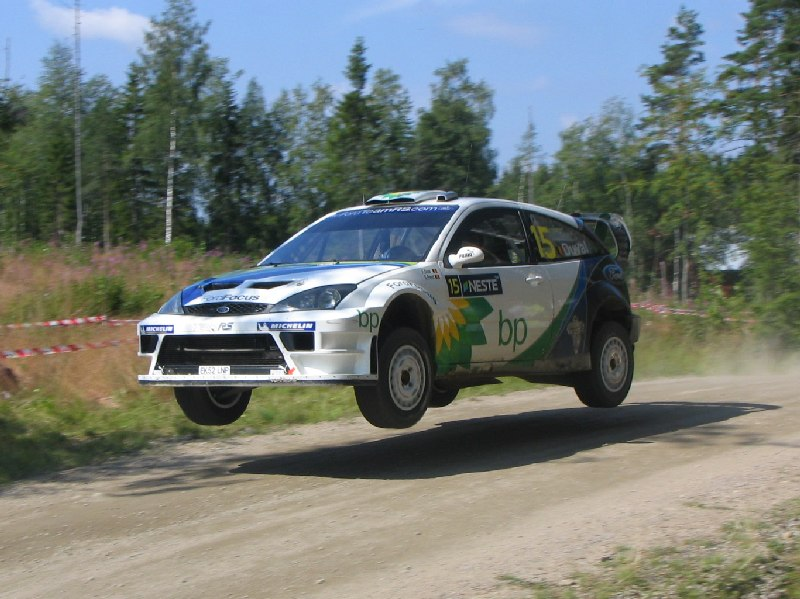
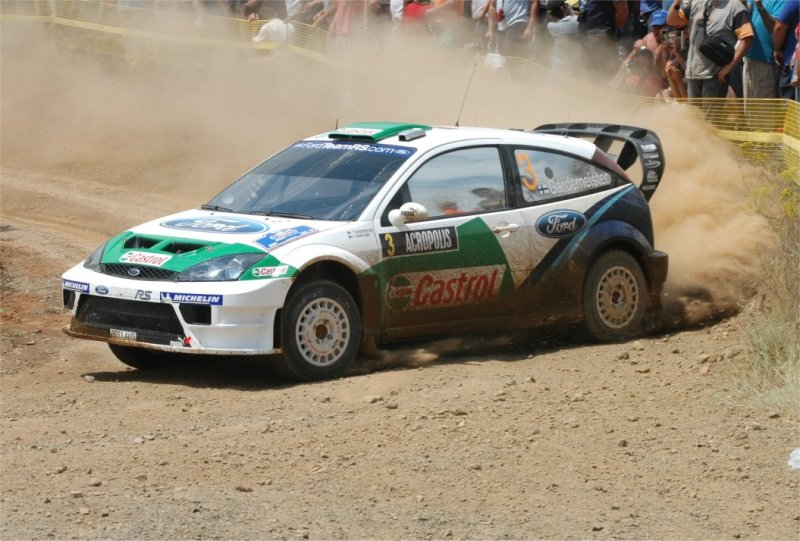
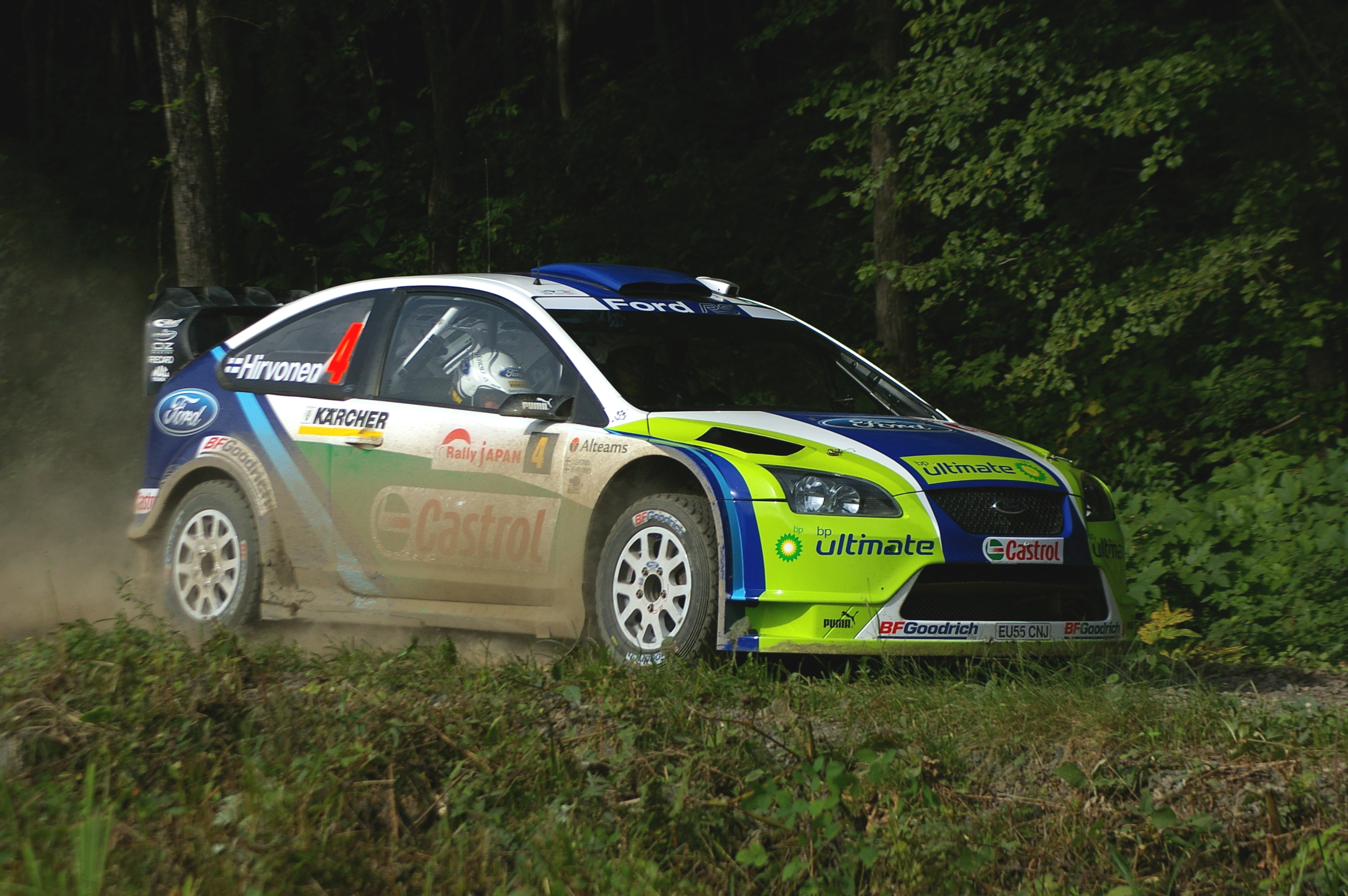
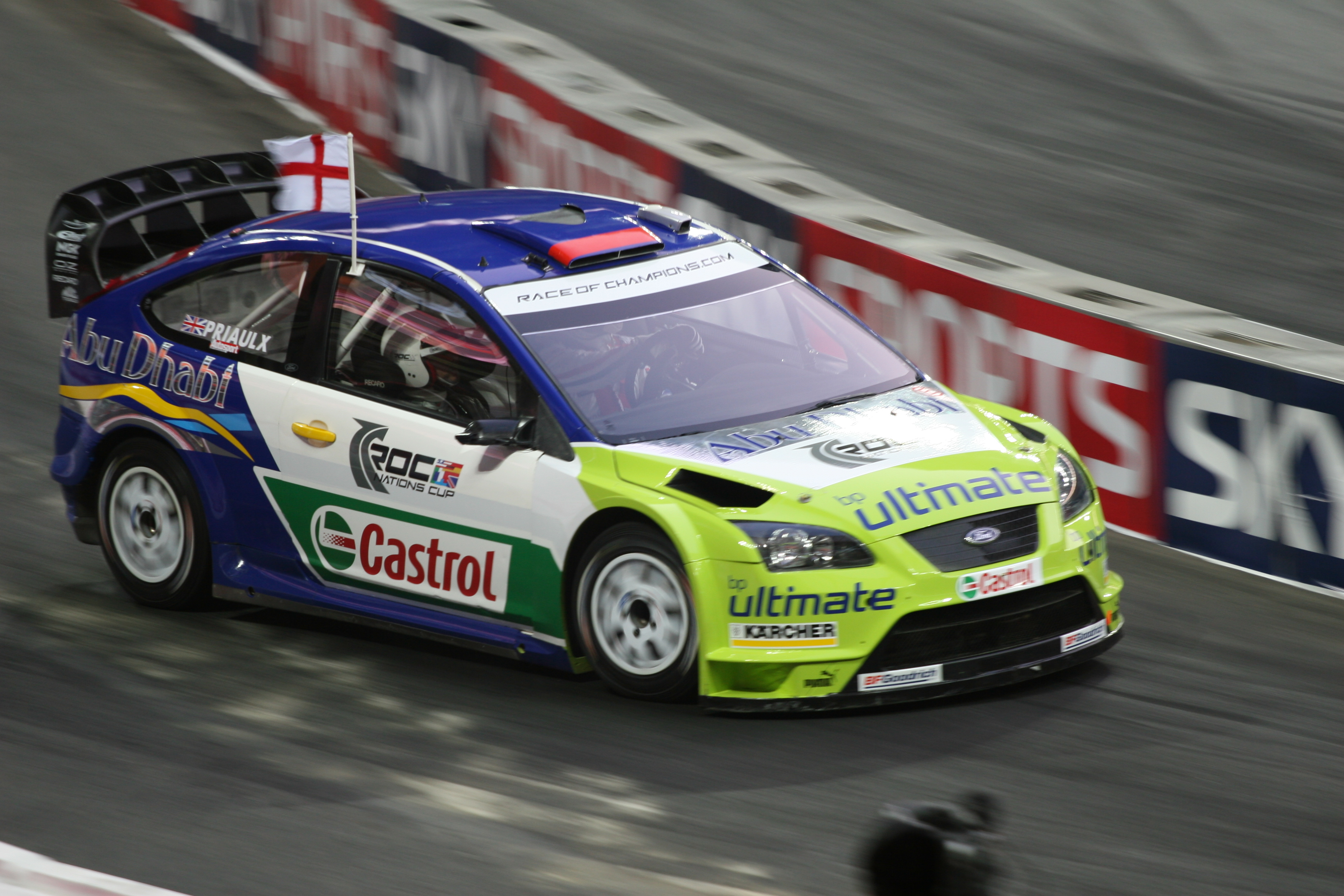
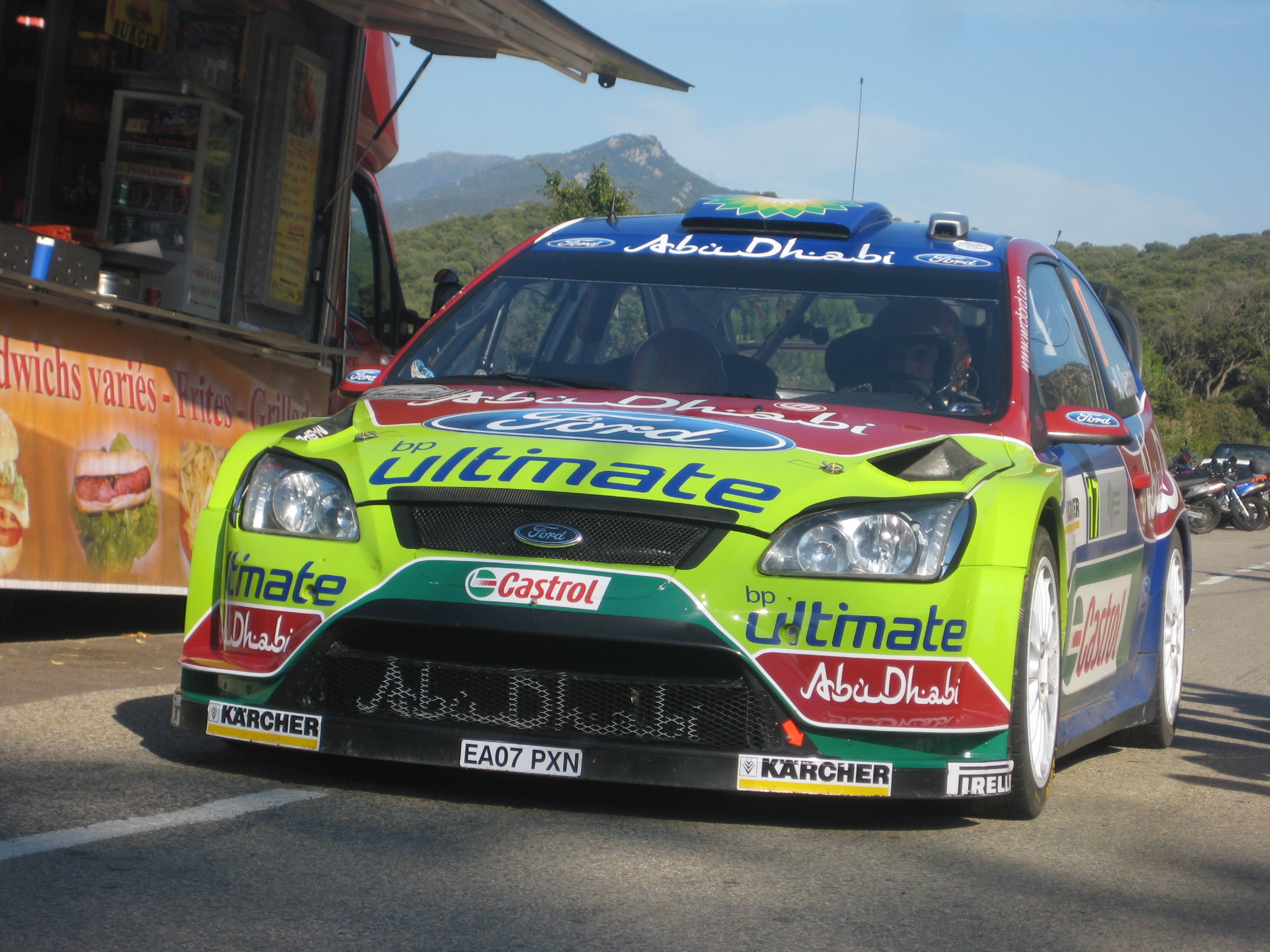
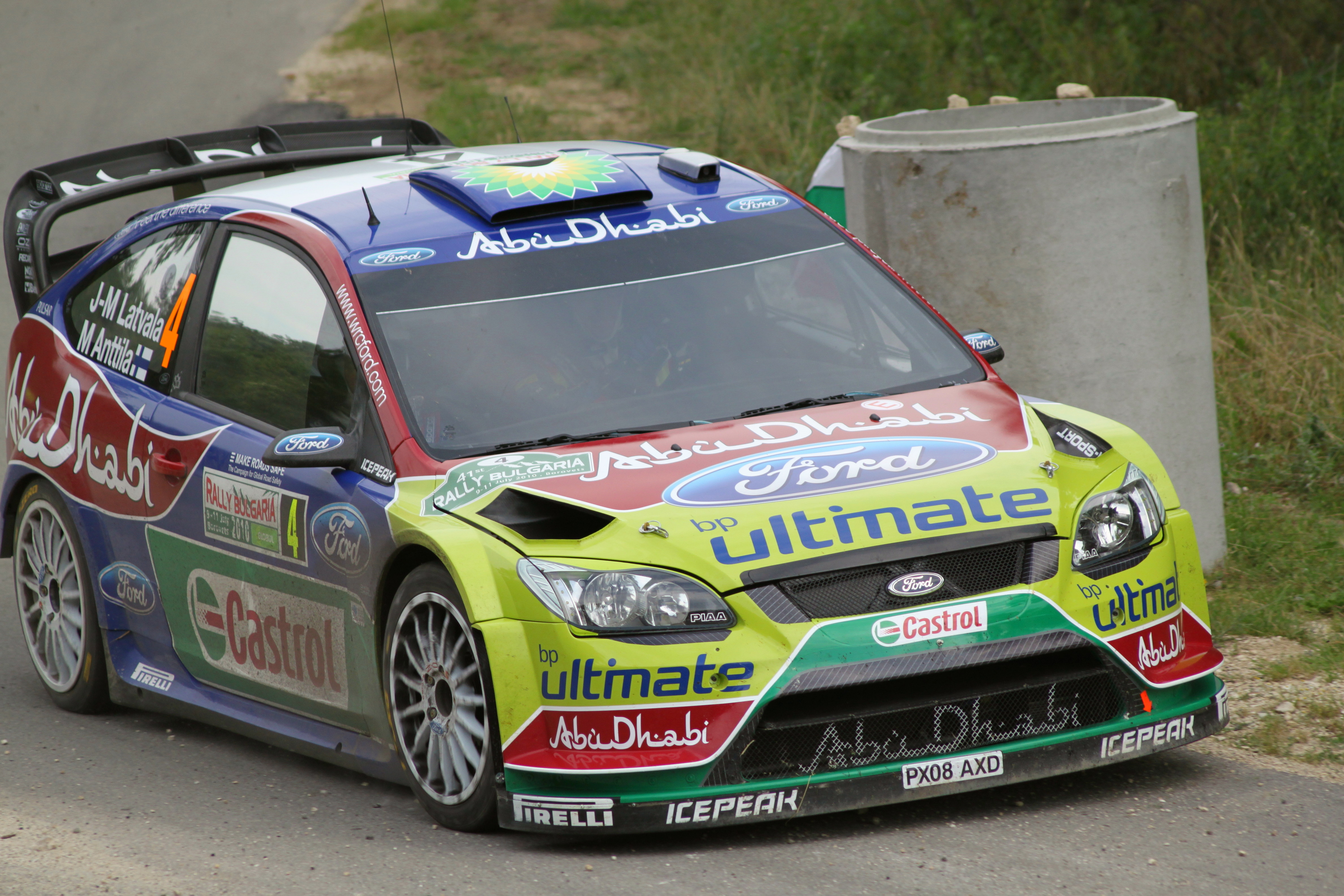